# Otto von Erxleben
Otto Ludwig Leopold von Erxleben (* 3. Januar 1788 in Selbelang; † 29. Januar 1856) war ein preußischer Major, Domherr sowie Domdechant von Brandenburg, Gutsbesitzer.

## Leben

### Herkunft
Otto stammte aus dem altmärkischen Uradelsgeschlecht von Erxleben. Er war ein Sohn des preußischen Rittmeisters, Erb- und Gerichtsherrn auf Selbelang Friedrich von Erxleben (* 1751; † unbekannt) und dessen Ehefrau Agnes Johanne, geborene von Schlieben.

### Karriere
Erxleben wurde anfangs durch Hauslehrer unterrichtet und kam 1798 an die Ritterakademie nach Brandenburg. Seine militärische Laufbahn begann er 1805 als Kornett im Leib-Carabinierregiment der Preußischen Armee. Nach dem Vierten Koalitionskrieg gegen Napoleon kehrte er 1806 als Leutnant in das Haus seines Vaters zurück und verzichtete, aufgrund der Entwicklung der politischen Verhältnisse, auf seine weitere militärische Laufbahn. Zunächst widmete er sich der Verwaltung der väterlichen Güter und wurde am 6. November 1808, in Folge einer Resignation seines Vaters, in einem außerordentlichen Kapitel als Domherr zu Brandenburg eingeführt.
1810 übernahm er die Erbgüter seines Vaters und bewirtschaftete diese.
1813 trat er wieder in militärische Dienste und führte als Premierleutnant die 3. Schwadron des 5. Landwehr-Ulanen-Regiments, in dem sich überwiegend Soldaten von seinen Gütern befanden; in dieser Zeit hatte er die Gelegenheit sich unter den Generalen Ludwig Gans zu Putlitz, Friedrich August Ludwig von der Marwitz und Karl Friedrich von Hirschfeld auszuzeichnen. Erxleben fiel hierbei durch zwei Handlungen auf: Er überfiel eine in den äußeren Bereichen Magdeburgs stehende französische Feldwache, nahm die Mannschaft gefangen und vernagelte zwei Kanonen. Hierfür erhielt er als einer der ersten Landwehrmänner das Eiserne Kreuz II. Klasse. Zum anderen überrumpelte er am 24. August 1813 mit dreißig Reitern seiner Schwadron von Brandenburg aus eine 120 Mann starke französische Infanterieabteilung beim Dorf Zitz, zwang sie, die Waffen zu strecken und nahm sie gefangen. Die französische Kompaniefahne, sowie der Degen und der Ringkragen des französischen Kapitäns wurde zur Erinnerung in der St. Nikolai-Kirche in Selbelang aufgehängt. Im März 1814 erfolgte seine Beförderung zum Rittmeister und als solcher nahm er, nach dem Friedensschluss, seinen Abschied aus dem aktiven Dienst und widmete sich wieder der Bewirtschaftung seiner Güter.
Im Januar 1817 erhielt er durch die Resignation des Majors von Werder eine Majors-Präbende in Brandenburg und wurde dadurch Mitglied des Domkapitels, als dessen Vertreter er seit 1824 an dem Kommunallandtag der Kurmark für viele Jahre teilnahm, in dieser Zeit übte er auch einige Jahre das Amt des Vorsitzenden aus. Diese Präbende erfolgte mit Aufnahme einer Hypothek auf dem Rittergut Selbelang III in Höhe von 900 Talern. Erxleben war von 1829 bis 1838 Kurator der Brandenburger Ritterakademie. Es gelang ihm in dieser Zeit vom damaligen König Friedrich Wilhelm III. gebrauchte Waffen und Taktikunterlagen zu Ausbildungszwecken der Schüler des Adelsinternats genehmigt zu bekommen, obwohl die Akademie längst in Ausrichtung eines humanistischen Gymnasiums war.
1830, nach weiteren Quellen 1834, wurde er zum Major befördert. 1832 erwarb er den Besitz der von Bardeleben und somit waren die Selbelanger Güter nun in einer Hand vereint. 1834 wirkte Erxleben als Bauherr bei der Sanierung der Brandenburger Domkirche.
Am 30. September 1837 wurde er als Domherr, nachdem der Domdechant Wilhelm Ludwig Viktor Henckel von Donnersmarck resignierte vom Domkapitel zum Dechanten des Hochstifts Brandenburg gewählte; dies wurde durch königliche Kabinetts-Ordre vom 12. Oktober 1837 bestätigt.
Bei der Wiederaufrichtung der Balley Brandenburg des Johanniterordens schloss er sich der brandenburgischen Provinzial-Genossenschaft des Ritterlichen Ordens an und spendete kurz vor seinem Tod eine größere Summe für das Ordens-Krankenhaus in Jüterbog. Er unterstützte dabei die Intensionen des damaligen brandenburgischen Kommendators Adolf Friedrich August von Rochow-Stülpe und dessen späteren Nachfolgers Friedrich zu Solms-Baruth.

### Familie
1810 heiratete er Wilhelmine (1791–1852), älteste Tochter des preußischen Generalmajors Friedrich Wilhelm von Werder. Aus der Ehe gingen folgende Kinder hervor:
- Agnes, verheiratet mit dem Oberlandesgerichtsrat von Schlieben († 1849) in Magdeburg;
- Friederike (1813–1872) ⚭ Helmuth von Itzenplitz (* 1806), preußischer Rittmeister, Erbherr zu Grieben und Scheeren;
- Betty (1815–1889), Gustav von Brand (1806–1857), preußischer Kammerherr und Domherr;
- Otto Ludwig (1817–1892), preußischer Leutnant im 1. Garde-Regiment zu Fuß, übernahm 1848 die Verwaltung der Güter als Erb- und Gerichtsherr auf Selbelang und Retzow, war verheiratet mit Elisabeth (1836–1910) eine Tochter seines Onkels Gustav Erdmann Camillus von Brand.

## Auszeichnungen
- Der König verlieh ihm den Roten Adlerorden II. Klasse mit Eichenlaub.
- 1830 erhielt er den Königlich Preußischen St.-Johanniter-Orden.
- 1850 erhielt er eine Einladung nach Berlin, um dort den Ritterschlag zu empfangen, konnte die Reise jedoch aus gesundheitlichen Gründen nicht antreten, wurde aber trotzdem zum Rechtsritter des Johanniterordens ernannt.